# Trois baisers
Trois baisers est le 7e tome de la saga de Katherine Pancol publié en 2017.

## Résumé
Tom est au collège et Adrian travaille à la ferraillerie. Zoé et Léa gagnent 100.000 euros à un jeu. Gary quitte Calypso et renoue avec Hortense. Edmond apprend qu'Adrian a fait une demande de prêt de 100.000 euros en son nom pour acheter un broyeur à plastique et il l'accorde. Hortense fait 3 baisers à Junior, génie de 7 ans, pour avoir des infos sur 3 financeurs. Gaspard, ado, blesse Tom et lui prend son blouson. Adrian loue un hangar et achète un broyeur pour s'installer mais se fait voler. Stella découvre ce hangar. Adrian apprend à Tom à se battre. Il se bat avec Gaspard devant le collège et Dakota, nouvelle dans sa classe, lui fait 3 baisers à terre. Stella hérite de 767.000 euros de sa mamie. Camille, bibliothécaire, lui donne un film montrant Ray violant une femme et blessant sa fille. La mère s'est suicidée et Stella découvre que la fille est Dakota. Tom rencontre Junior au défilé d'Hortense. Jérôme, gendre d'Edmond, se tue en chargeant des tôles. Stella prête 400.000 euros à Adrian pour s'associer avec Edmond.